# Buicani
Buicani – wieś w Rumunii, w okręgu Mehedinți, w gminie Ponoarele. W 2011 roku liczyła 84 mieszkańców.